# 蕭琮
蕭琮（558年—607年），字溫文，為後梁明帝蕭巋之子，後梁第三位、亦是末代皇帝。

## 生平
蕭琮最早封東陽王，後被立為皇太子。蕭琮博學有才，善於弓馬，個性倜儻不羈。585年即位為西梁皇帝，改年號為廣運。蕭琮即位之後，隋文帝設立江陵總管監視蕭琮的行為；587年，因蕭琮的叔父蕭巖等人帶了一部分居民逃入陳朝，隋文帝徵召蕭琮入朝，当年10月26日廢除西梁國，蕭琮亦被廢為莒國公。西梁也因此滅亡。
蕭琮在隋朝時仍然受到器重，隋煬帝即位後，因为萧琮是自己的妻兄，对萧琮更厚待，又封蕭琮為梁公、內史令，蕭琮的親族也有不少被提拔入朝廷為官。當時有童謠說：「蕭蕭亦復起」，導致隋煬帝對蕭琮的猜忌，最後蕭琮被免職，不久後在家中過世。蕭琮死後被贈左光祿大夫，侄萧钜续封为梁公。
隋末割據勢力之一的蕭銑，為蕭琮之堂姪，並在稱帝之後追諡蕭琮為孝靖皇帝。

## 家族

### 妻
- 夫人蔡氏，贞观十三年五月四日（639年6月10日）卒

### 后世
- 萧铉，襄城通守。
  - 萧仪，太子仆。
    - 萧慥
      - 萧贝娘（676年—708年4月10日），唐洛州合宫县丞魏承休妻。

## 延伸阅读
[在维基数据编辑]
 《隋書·卷79》，出自魏徵《隋书》

| 中国江陵地区君主       | 中国江陵地区君主                        | 中国江陵地区君主    |
| ---------------------- | --------------------------------------- | ------------------- |
| 前任： 父亲梁明帝 萧岿 | 南朝 · 西梁皇帝 585年6月－587年10月26日 | 末任 原因：西梁灭亡 |
| 前任： 父亲梁明帝 萧岿 | — 名义上的 — 中国南方君主 585年－587年  | 繼任： 隋文帝 杨坚  |